# Sierksdorf
Sierksdorf település Németországban, Schleswig-Holstein tartományban. Lakosainak száma 1604 fő (2023. december 31.).

## Népesség
A település népességének változása:
| Lakosok száma | 1760 | 1618 | 1590 | 1574 | 1620 | 1604 |
|               | 1975 | 2017 | 2019 | 2021 | 2022 | 2023 |